# Episodi di Casual (seconda stagione)
La seconda stagione della serie televisiva Casual, composta da 13 episodi, è stata pubblicata su Hulu dal 7 giugno al 23 agosto 2016.
In Italia è stata distribuita su VVVVID in lingua originale sottotitolata nel 2017. Verrà interamente pubblicata doppiata in italiano il 15 luglio 2018 su Amazon Video.
| n° | Titolo originale  | Titolo italiano       | Pubblicazione USA | Pubblicazione Italia |
| -- | ----------------- | --------------------- | ----------------- | -------------------- |
| 1  | Phase 3           | Fase 3                | 7 giugno 2016     | 2017                 |
| 2  | Trivial Pursuit   | Trivial Pursuit       | 7 giugno 2016     | 2017                 |
| 3  | Such Good Friends | Amici per la pelle    | 14 giugno 2016    | 2017                 |
| 4  | Big Green Egg     | La cena               | 21 giugno 2016    | 2017                 |
| 5  | Bicycle Thieves   | Ladri di biciclette   | 28 giugno 2016    | 2017                 |
| 6  | 100 Cows          | 100 mucche            | 5 luglio 2016     | 2017                 |
| 7  | Threesomes        | Triangoli             | 12 luglio 2016    | 2017                 |
| 8  | The Magpie        | La gazza ladra        | 19 luglio 2016    | 2017                 |
| 9  | The Lake          | Il lago               | 26 luglio 2016    | 2017                 |
| 10 | Reunion           | Riunione              | 2 agosto 2016     | 2017                 |
| 11 | Death and Taxes   | Morte e tasse         | 9 agosto 2016     | 2017                 |
| 12 | 40                | 40                    | 16 agosto 2016    | 2017                 |
| 13 | The Great Unknown | La grande sconosciuta | 23 agosto 2016    | 2017                 |